# Hightown (serie de televisión)
Hightown es una serie de televisión de drama criminal estadounidense, que se estrenó en Starz el 17 de mayo de 2020. Los productores ejecutivos de la serie son Rebecca Cutter, Gary Lennon, Jerry Bruckheimer, Jonathan Littman, y KristieAnne Reed y es protagonizada por Monica Raymund y James Badge Dale. En junio de 2020, se anunció que la serie fue renovada para una segunda temporada, que se estrenó el 17 de octubre de 2021.
En marzo de 2022, la serie fue renovada para una tercera y última temporada, que se estrenó el 26 de enero de 2024 y finalizó el 8 de marzo de 2024.

## Sinopsis
Hightown sigue a «Jackie Quinones (Monica Raymund), una lesbiana muy fiestera de Provincetown, Massachusetts, alias P-Town; es una agente del Servicio Federal de Pesca que usa su arma y su placa para seducir a las chicas turísticas. No se entusiasma con su tiempo hasta que pueda cobrar una pensión federal, pero todo cambia cuando descubre un cuerpo en la bahía de Cape Cod y se encuentra en el centro de la espantosa epidemia de heroína del Cabo».

## Elenco

### Principal
- Monica Raymund como Jackie Quiñones, una agente del Servicio Nacional de Pesquerías Marinas en Provincetown, Massachusetts, que también es alcohólica y drogadicta.
- Riley Voelkel como Renee Shaw, una bailarina exótica en el Bar y Lounge de Xaxier y la exnovia de Frankie Cuevas Sr.
- Shane Harper como Junior, un traficante de drogas y el amigo de Jackie.
- Atkins Estimond como Osito, un hombre que trabaja para Frankie Cuevas Sr.
- Amaury Nolasco como Frankie Cuevas Sr., un capo de la droga que está en la cárcel.
- Dohn Norwood como Alan Saintille, un soldado de la Policía Estatal de Massachusetts asignado a la Unidad Interinstitucional de Estupefacientes de Cape Cod (UIECC).
- James Badge Dale como el Detective Ray Abruzzo, un sargento de la Policía Estatal de Massachusetts, también asignado a la UIECC.

### Recurrente
- Rumi C. Jean-Louis como Frankie Cuevas Jr., el hijo de Renee y Frankie Cuevas Sr.

## Episodios
| Temporada | Temporada | Episodios | Episodios | Emisión original      | Emisión original        |
| Temporada | Temporada | Episodios | Episodios | Primera emisión       | Última emisión          |
| --------- | --------- | --------- | --------- | --------------------- | ----------------------- |
|           | 1         | 8         | 8         | 17 de mayo de 2020    | 12 de julio de 2020     |
|           | 2         | 10        | 10        | 17 de octubre de 2021 | 26 de diciembre de 2021 |
|           | 3         | 7         | 7         | 26 de enero de 2024   | 8 de marzo de 2024      |

### Temporada 1 (2020)
| N.º en serie | N.º en temp. | Título                              | Dirigido por    | Escrito por                                                  | Fecha de emisión original | Audiencia (millones) |
| --- | ------------ | ----------------------------------- | --------------- | ------------------------------------------------------------ | ------------------------- | -------------------- |
| 1 | 1            | «Love You Like a Sister»            | Rachel Morrison | Rebecca Cutter                                               | 17 de mayo de 2020        | 0,224                |
| Sherry Henry y su amiga Krista, recientemente enferma, van a comprar drogas. Sherry se reúne con Osito, quien inmediatamente la asesina, mientras Krista se esconde. Después de una noche de fiesta y de dormir con un turista en su habitación de hotel, Jackie da un paseo por la playa por la mañana y se encuentra con el cuerpo de Sherry, que había sido arrojado al agua. Los detectives Ray y Alan son asignados al caso después de sospechar que los narcóticos y el crimen organizado están involucrados. Ray reconoce a Sherry como testigo clave en un caso contra el jefe del crimen, Frankie Cuevas Sr., y sospecha que su muerte está relacionada. Se enfrenta a Frankie, quien niega cualquier implicación. Ray se enfrenta a Renee, la novia de Frankie y la madre de su hijo, y se entera de la descripción física de Osito. Jackie sale de fiesta y choca su auto de camino a casa, hiriendo a la mujer que se llevaba a casa. Jackie es dejada en un centro de rehabilitación de drogas. Junior limpia su bote de pesca y barre las uñas postizas de Sherry. |              |                                     |                 |                                                              |                           |                      |
| 2 | 2            | «Severely Weatherbeaten»            | Rachel Morrison | Historia: Rebecca Cutter & Gary Lennon Guion: Rebecca Cutter | 24 de mayo de 2020        | 0,228                |
| Jackie lucha por adaptarse en la rehabilitación. Mientras está allí, ve una foto de Krista, una expaciente, con un collar que hace juego con el que se encontró en el cuerpo de Sherry. Intenta encontrar más información sobre ella, y se retira de la rehabilitación para encontrarla. Ray envía a Renee y Leslie, y a un policía encubierto, a reunirse con Osito, quien empieza a sospechar y las deja. Ray recupera la basura de Osito y recoge sus huellas dactilares. Junior se reúne con Frankie en la cárcel e intenta sin éxito dejar de trabajar para él; revela que fue él quien arrojó el cuerpo de Sherry al agua. |              |                                     |                 |                                                              |                           |                      |
| 3 | 3            | «Rebellion Dogs»                    | Michael Offer   | Ryan Farley                                                  | 31 de mayo de 2020        | 0,231                |
| Jackie va a la corte para tratar de reducir su delito grave de conducir bajo la influencia del alcohol a un delito menor, pero el juez mantiene el delito grave. Hace que Junior la lleve a conocer a Lisa, quien previamente negó conocer a Krista a pesar de llevar sus pendientes. Junior, a pesar de estar sobrio, compró heroína y se la ofreció a Lisa a cambio de información sobre Krista. Lisa les da la maleta de Krista, pero eso no proporciona ninguna evidencia para ayudar a Jackie a encontrarla. Jackie vuelve a la rehabilitación para encontrar más información sobre Krista, y descubre que probablemente fue a visitar a Anthony en Wareham, Massachusetts. Jackie se reencuentra con su exnovia, Devonne, y manipula a Devonne para que le preste su auto para que Jackie pueda ir a encontrarse con Krista. Ray intenta sin éxito encontrar a Osito, e invierte la vieja casa de Sherry. Él ve a un hombre, Ethan, irse. Ethan choca su auto después de una sobredosis, y Ray lo revive y lo convierte en un informante. Osito se reúne con Junior y lo lleva a dar una vuelta; le dice a Junior que Frankie le había pedido a Osito que matara a Junior. Osito lleva a Junior a Remy's, su restaurante de comida rápida favorito, y lo obliga a asaltar a un empleado allí para demostrar su dedicación. Frankie convence a Renee para que se acerque a Ray para averiguar información sobre su operación, y ella seduce a Ray. |              |                                     |                 |                                                              |                           |                      |
| 4 | 4            | «BFO»                               | Michael Offer   | John Covarrubias                                             | 7 de junio de 2020        | 0,228                |
| Ray convence a Ethan para que le ayude a conocer a Kizzle, un traficante con lazos con Osito. Después de arrestar e interrogar a Kizzle, Ray lo ataca, obligando a Alan a sacarlo de la habitación. Jackie viaja a Wareham y se reúne con Anthony. Anthony la amenaza y ataca el auto de Devonne, pero Jackie amenaza con revelar la aventura de Anthony a su esposa a menos que le dé el paradero de Krista. Jackie viaja al hotel donde se aloja Krista y deja una nota para que Krista la llame. Ella regresa a Provincetown y se reencuentra con Devonne. A Jackie se le pide que participe en una gran operación, en la que ayuda con éxito a detener a varios pescadores ilegales. Jackie celebra en el bar para celebrar la operación, donde termina su sobriedad. |              |                                     |                 |                                                              |                           |                      |
| 5 | 5            | «The Best You'll Feel All Day»      | Eagle Egilsson  | Jordan Harper                                                | 14 de junio de 2020       | 0,179                |
| Jackie se despierta después de una noche de fiesta que su teléfono está empapado y necesita ser secado. Lo empapa en arroz en previsión de recibir una llamada de Krista. Jackie regresa a su antigua vida de bebida y drogas. Se encuentra con Devonne para su cita programada, y Devonne se da cuenta de que Jackie no ha cambiado y se va. Jackie se reúne con amigos y les habla de Krista; deciden tomar un taxi para ir a Wareham a buscarla, pero su chofer los echa cuando están bebiendo y fumando en el auto. Osito y Junior se reúnen con Frankie en la cárcel, y él les informa que deben asesinar a Krista para eliminar cualquier testigo del asesinato de Sherry. Osito y Junior viajan a New Bedford y compran fentanilo a pandilleros de Cabo Verde con la intención de hacer que la muerte de Krista parezca una sobredosis. Junior se hace pasar por un traficante de drogas e intenta que Krista se inyectara el fentanilo, que según él es una heroína menos potente. Cuando ella se niega, Osito entra en la habitación y golpea a Krista hasta matarla con una plancha de ropa. A la mañana siguiente, Jackie se despierta y descubre que su teléfono se ha secado y tiene un mensaje de Krista. Llama de nuevo, sólo para ser contestado por Ray, que está investigando el asesinato de Krista. |              |                                     |                 |                                                              |                           |                      |
| 6 | 6            | «The White Whale»                   | Eagle Egilsson  | Molly Manning                                                | 21 de junio de 2020       | 0,219                |
| Jackie se reúne con Ray después del asesinato de Krista, y se entera de que cree que Frankie está ordenando estos asesinatos desde la cárcel. Va al club de estriptis para conocer a Renee, y luego viaja a la cárcel donde está Frankie para reunirse con él. Osito decide empezar a vender drogas sin el Frankie, y se reúne con los miembros de la banda de New Bedford; consigue que Junior venda drogas en Cape Code. Ray y Leslie interrogan a un testigo del asesinato de Krista, y se enteran de que es cómplice de Osito. Ray y Alan deciden traer a Osito para interrogarlo, pero él se niega a hablar hasta que llegue su abogado. Jackie pide que Ron, un agente compañero, haga un informe para determinar qué barcos estuvieron fuera la noche del asesinato de Sherry. Ella ve que el barco de Junior salió de Provincetown, llegó a Truro, y volvió a Provincetown de nuevo esa noche. |              |                                     |                 |                                                              |                           |                      |
| 7 | 7            | «Everybody's Got a Cousin in Miami» | David Rodriguez | Cortney Norris                                               | 28 de junio de 2020       | 0,248                |
| Frankie intenta eliminar cualquier testigo, y ordena el asesinato de Scott y Junior. Scott es asesinado en prisión, mientras Kizzle y Osito buscan a Frankie. Jackie investiga el barco de Junior y ve que el viaje la noche del asesinato de Sherry no estaba en el diario de navegación, sino que había ocurrido según el transpondedor del barco. Jackie visita a Junior, quien le dice que se vaya una vez que Osito y Kizzle aparezcan. Kizzle y Osito llevan a Junior al bosque, y aparecen listos para asesinarlo, hasta que Osito mata a Kizzle en su lugar. Osito ayuda a eliminar las pruebas y consigue un billete para que Junior viaje a Miami. Jackie, temiendo por Junior, contacta con Ray y le da la información del vehículo para Osito, lo que les lleva al Wayne, que ayudó a Osito a destruir las pruebas y a conseguir un billete de autobús. Jackie y Ray paran el autobús para buscar a Junior, pero descubren que no está en él. Un chico en el baño abre la puerta del baño para encontrar a Junior sin respuesta después de inyectarse heroína. |              |                                     |                 |                                                              |                           |                      |
| 8 | 8            | «#Blessed»                          | David Rodriguez | Rebecca Cutter                                               | 12 de julio de 2020       | 0,330                |
| Junior es declarado muerto después de una sobredosis de carfentanil. Jackie está angustiada por su muerte y recae. Ray organiza una redada en una casa de los proveedores de Osito, y trae a Jackie. Ella ve a Osito acercarse, y los dos se disparan entre sí. Jackie se recupera, y Alan libera su condena por conducir bajo los efectos del alcohol. Osito se recupera en el hospital, y Alan se ofrece a hacer un trato con él. Ray es suspendido por formar una relación con Renee, y Frankie es liberado de la cárcel. |              |                                     |                 |                                                              |                           |                      |

### Temporada 2 (2021)
| N.º en serie | N.º en temp. | Título                         | Dirigido por    | Escrito por                         | Fecha de emisión original | Audiencia (millones) |
| ------------ | ------------ | ------------------------------ | --------------- | ----------------------------------- | ------------------------- | -------------------- |
| 9            | 1            | «Great White»                  | Rachel Morrison | Rebecca Cutter                      | 17 de octubre de 2021     | 0,180                |
| 10           | 2            | «Girl Power»                   | Rachel Morrison | Scott Wolven & Tim Walsh            | 24 de octubre de 2021     | 0,144                |
| 11           | 3            | «Fresh as a Daisy»             | Monica Raymund  | Cortney Norris                      | 31 de octubre de 2021     | 0,176                |
| 12           | 4            | «Daddy Issues»                 | Radium Cheung   | John Covarrubias                    | 7 de noviembre de 2021    | 0,139                |
| 13           | 5            | «Dot Dot Dot»                  | Eagle Egilsson  | Lloyd Gilyard Jr.                   | 14 de noviembre de 2021   | 0,179                |
| 14           | 6            | «Behind Every Skirt is a Slip» | Eagle Egilsson  | Molly Manning                       | 28 de noviembre de 2021   | 0,258                |
| 15           | 7            | «Crack is Wack»                | Rebecca Cutter  | Tim Walsh & Sarah Berry             | 5 de diciembre de 2021    | 0,260                |
| 16           | 8            | «Houston, We Have a Problem»   | Antonio Negret  | Mae Smith & Kayla Westergard-Dobson | 12 de diciembre de 2021   | 0,228                |
| 17           | 9            | «Small Craft Warning»          | Antonio Negret  | Gary Lennon                         | 19 de diciembre de 2021   | 0,260                |
| 18           | 10           | «Fool Me Twice»                | Brandon Sonnier | Rebecca Cutter                      | 26 de diciembre de 2021   | 0,226                |

### Temporada 3 (2024)
| N.º en serie | N.º en temp. | Título              | Dirigido por   | Escrito por       | Fecha de emisión original | Audiencia (millones) |
| ------------ | ------------ | ------------------- | -------------- | ----------------- | ------------------------- | -------------------- |
| 19           | 1            | «Good Times»        | Eagle Egilsson | Rebecca Cutter    | 26 de enero de 2024       | 0,109                |
| 20           | 2            | «I Said No, No, No» | Eagle Egilsson | Tim Walsh         | 2 de febrero de 2024      | 0,124                |
| 21           | 3            | «Fall Brook»        | Monica Raymund | Jordan Harper     | 9 de febrero de 2024      | 0,160                |
| 22           | 4            | «Jackpot»           | Radium Cheung  | John Covarrubias  | 16 de febrero de 2024     | 0,131                |
| 23           | 5            | «29 Days Later»     | Laura Belsey   | Lloyd Gilyard Jr. | 23 de febrero de 2024     | 0,142                |
| 24           | 6            | «Chekhov's Gun»     | Jason Hellmann | Molly Manning     | 1 de marzo de 2024        | 0,172                |
| 25           | 7            | «Big Fish»          | Rebecca Cutter | Rebecca Cutter    | 8 de marzo de 2024        | 0,166                |

1. ↑  «Love You Like A Sister» fue lanzado por primera vez en línea y en la App de Starz el 10 de mayo de 2020, antes de su estreno en televisión.[10]

## Producción

### Desarrollo
El 27 de noviembre de 2017, se anunció que Starz ordenó la producción del piloto, entonces titulado P-Town. El piloto iba a ser escrito por Rebecca Cutter, con Gary Lennon como showrunner y ambos sirviendo como productores ejecutivos junto a Jerry Bruckheimer, Jonathan Littman, y KristieAnne Reed. La compañía de producción involucrada en el piloto es Jerry Bruckheimer Television. El 26 de noviembre de 2018, Starz había ordenado la producción de la serie, ahora titulada Hightown. El 5 de febrero de 2019, se anunció que Rachel Morrison sería la directora de la serie. El tema de la serie es la versión original de Textones de la canción de Kathy Valentine Vacaciones que más tarde fue un éxito para su siguiente banda, los GO-GOs. Aparece en los 8 episodios de la primera temporada. El 11 de junio de 2020, se anunció que Starz renovó la serie para una segunda temporada, que se estrenó el 17 de octubre de 2021. El 1 de marzo de 2022, Starz renovó la serie para una tercera y última temporada, que se estrenará el 26 de enero de 2024.

### Casting
El 14 de septiembre de 2018, se anunció que Monica Raymund había sido elegida como protagonista en el episodio piloto. En enero de 2019, se anunció que James Badge Dale y Riley Voelkel se habían unido al elenco principal. En febrero de 2019, se anunció que Shane Harper y Atkins Estimond se habían unido al elenco principal de la serie.

### Rodaje
El inicio del rodaje de la serie estaba previsto para marzo de 2019. La Junta de Selección de Provincetown, Massachusetts, votó el 29 de abril de 2019 para permitir la filmación del 20 de mayo al 11 de junio en lugares como el muelle MacMillan y el puerto, la rotonda del West End y el Provincetown Inn. El cierre de la calle Commercial Street entre las calles Standish y Ryder estaba previsto para parte del 4 de junio con el fin de recrear la escena de un desfile de carnaval.

## Recepción
En Rotten Tomatoes la serie tiene un índice de aprobación del 80%, basado en 20 reseñas, con una calificación promedio de 6.07/10. El consenso crítico del sitio dice, «Los encantos de Monica Raymund se elevan por encima de cualquier tendencia formulista en la muy entretenida primera temporada de Hightown.». En Metacritic, tiene un puntaje promedio ponderado de 64 sobre 100, basada en 7 reseñas, lo que indica «criticas generalmente favorables».